# Stawnica (województwo warmińsko-mazurskie)
Stawnica (niem. Oberteich) – wieś w Polsce położona w województwie warmińsko-mazurskim, w powiecie kętrzyńskim, w gminie Korsze. Wchodzi w skład sołectwa Sątoczno.
W latach 1975–1998 miejscowość administracyjnie należała do województwa olsztyńskiego.
Na terenie wsi znajduje się cmentarz komunalny.

## Historia
Stawnica w XVIII w. wykazywana była jako wieś chłopska. W roku 1913 wchodziła w skład dóbr zu Eulenburga z Prosny.